# Bola jezik
Bola jezik (ISO 639-3: bnp), jedan od četiri willaumeska jezika iz Papue Nove Gvineje, kojim govori oko 13 000 ljudi (2000 popis) u provinciji Zapadna Nova Britanija, na poluotoku Willaumez. 
Ima dva dijalekta harua (karua, xarua, garua, Mai) i bola. Harua dijalektom govori preko 2 200 ljudi, a nastao je kao rezultat naseljavanja skupine ljudi na plantažama palminog ulja. 
Latinično pismo.

## Vanjske poveznice
- Ethnologue (14th)
- Ethnologue (15th)